# Lago di Posta Fibreno
Il lago di Posta Fibreno, anche noto come lago della Posta, si trova nella Valle di Comino al confine del Lazio con l'Abruzzo e il Molise, nella media valle del Liri, al centro dell'omonima riserva in provincia di Frosinone versante laziale del Parco nazionale d'Abruzzo, Lazio e Molise.
Oltre che per la sua fauna endemica, il lago è noto per la presenza di un'isola galleggiante naturale, già descritta da Plinio il Vecchio.

## Descrizione
Il lago di Posta Fibreno si trova a un'altitudine di 289 m s.l.m. Le sue dimensioni registrano una lunghezza pari a circa 1 096 m per una larghezza media di 261 m (con una massima di 570 m), con un perimetro di 5 163 m e una superficie complessiva di circa 0,287 km². La profondità media del lago è di 2,5 m, con una profondità massima di 15 m in corrispondenza del fondo della fossa di Cordigliane, in località Carpello; in tale punto è stata collocata una croce sul fondo del lago, visibile nelle giornate di sole e con l'acqua limpida.
Il lago non ha immissari, mentre il suo unico emissario è il fiume Fibreno, affluente principale del fiume Liri
Situato nel versante sud-occidentale dei Monti della Marsica, il lago si forma grazie a un sistema di sorgenti pedemontane che derivano dal bacino imbrifero carsico dell'alta Val di Sangro in Abruzzo, dove una serie di fenomeni carsici le raccolgono nel sottosuolo fino a permetterne l'affioramento presso il vasto sistema di sorgenti di Posta Fibreno.

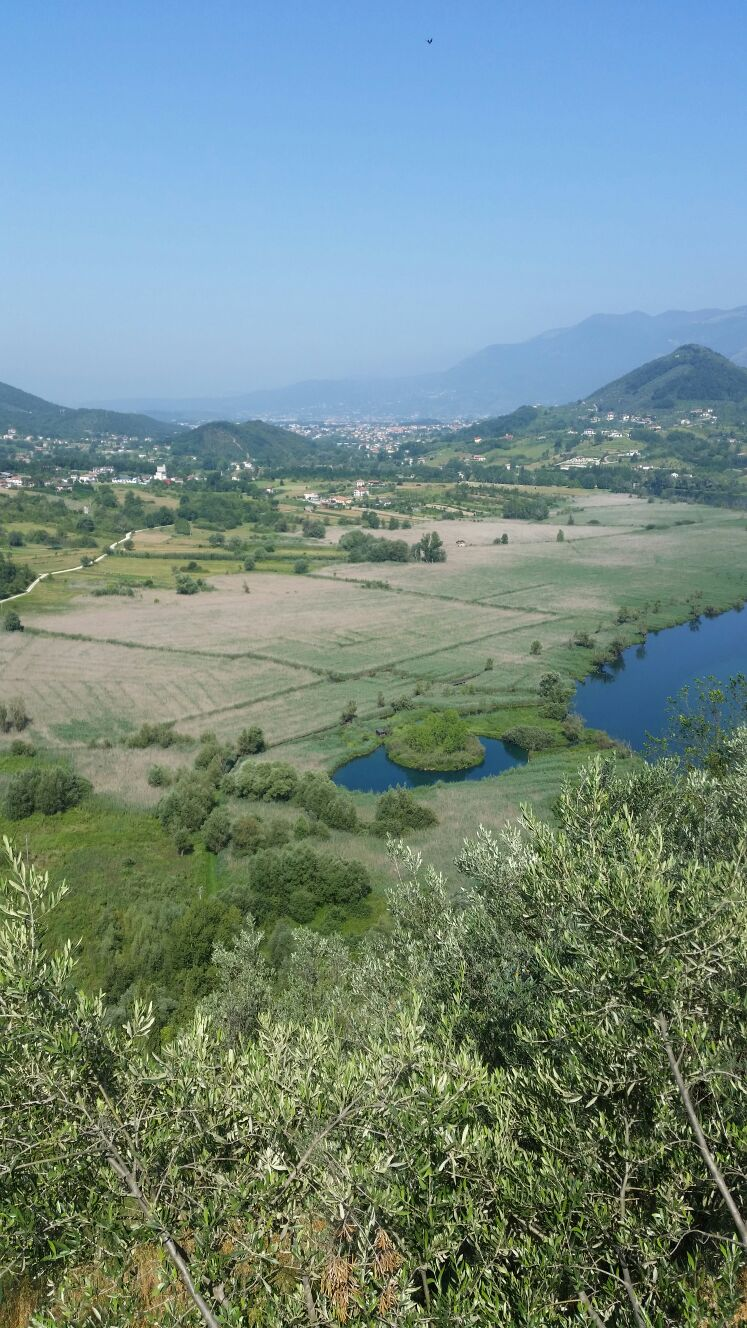
Isola galleggiante nel lago di Posta Fibreno

Il bacino del lago presenta una forma stretta e allungata addossata alle colline che delimitano la sponda nord-est. Ed è proprio dalle montagne del parco d'Abruzzo che il lago di Posta Fibreno trova le proprie origini. Infatti parte delle acque che precipitano sotto forma di neve o di pioggia su quelle montagne sono le stesse che dopo un lungo percorso, in massima parte in falde sotterranee, rivedono la luce nelle numerose sorgenti che pullulano lungo le rive del lago alimentando lo stesso con circa 6 m3 di acqua al secondo. Un'origine, quella carsica, che permette di mantenere all'acqua una temperatura pressoché costante, all'incirca sui 10-11 °C, nel corso dell'intero anno.
La caratteristica forma allungata, unita all'elevata velocità di ricambio teorico totale, la temperatura pressoché costante nell'arco dell'anno anche a varie profondità, fanno sì che esso possa essere paragonato a un ambiente lotico piuttosto che a un ambiente lentico. E proprio grazie a queste caratteristiche che rappresentano l'habitat ideale per alcune importanti specie ittiche quali i Salmonidi, che vivono in acque ricche di ossigeno.
La forma è variata storicamente perché la natura carsica del luogo ha plasmato cronicamente il territorio: una serie di dislivelli fra fondali più o meno bassi (da due metri a un massimo di 15 m), sono stati ora bonificati, ora sommersi, con una variabilità tale che in passato era possibile distinguere ben due differenti bacini lacustri separati.
Tra la fine del decennio del 1960 e i primi anni 1970 il bacino è stato parzialmente riempito con pietrame e scarti di materiale edilizio, riducendo la profondità massima da 25 metri agli attuali 15.

## L'isola galleggiante

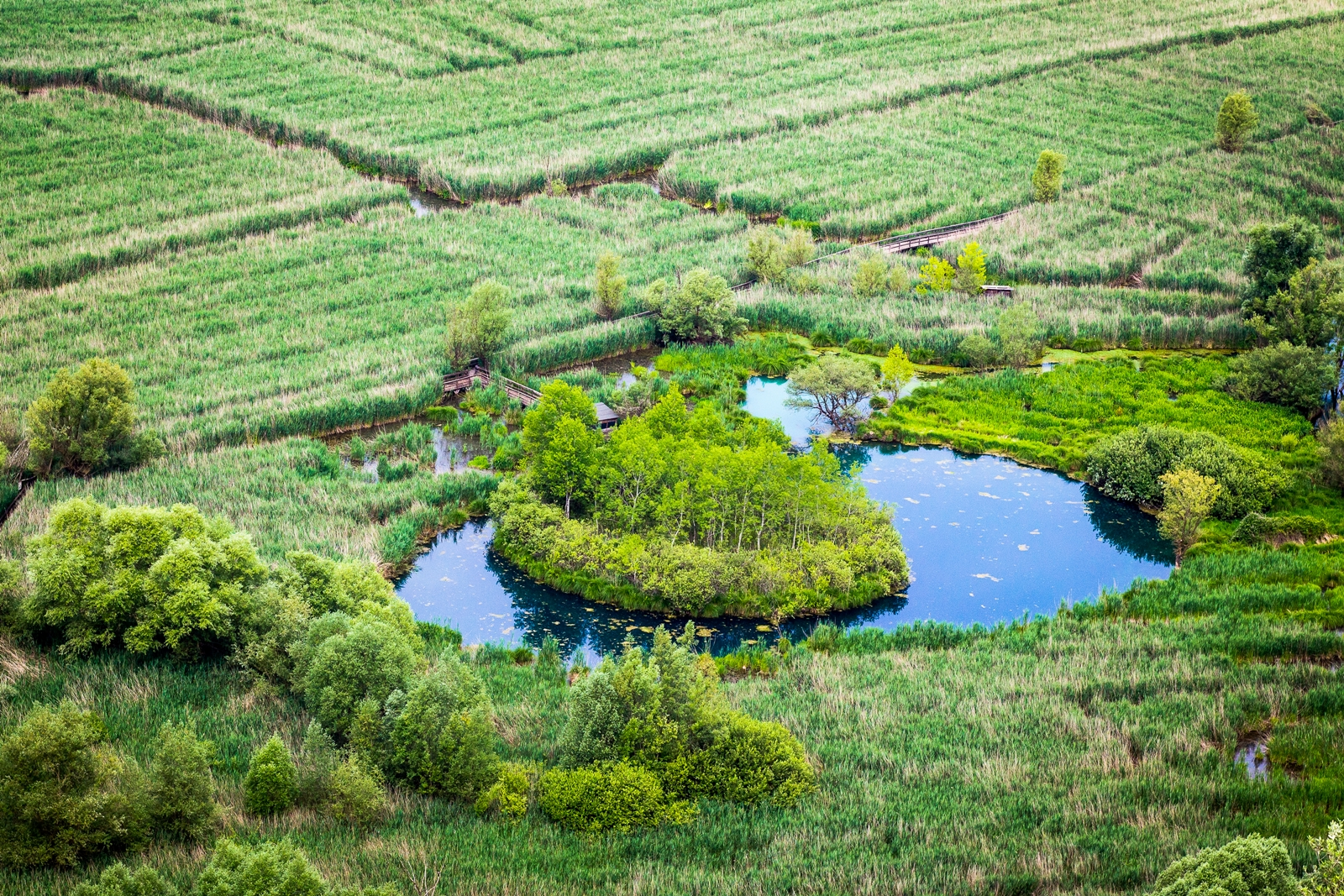
L'isola galleggiante La Rota

Il lago presenta un'isola galleggiante, dello spessore di circa quattro metri, formata da rizomi, torba e radici.
Probabilmente l'isola galleggiante fu originata da un'eccezionale corrente sotterranea che fece sollevare il fondo di torba da quasi nove metri sotto il livello dell'acqua.
L'isola, chiamata localmente "La Rota" per la sua forma tondeggiante e conica (con una punta verso il basso) di circa trenta metri di diametro, si sposta e gira come uno spirografo all'interno della sua dolina allagata, grazie a leggeri aliti di vento o per l'aumento della portata delle sorgenti che sfociano nei pressi dell'area di pertinenza.
A causa della composizione chimica di tale isola galleggiante, le piante e gli alberi che crescono sulla sua superficie e le cui radici affondano direttamente in acqua, non si sviluppano come gli altri simili che hanno radici sulla terraferma, ma crescono poco più di semplici arbusti.

## Tutela

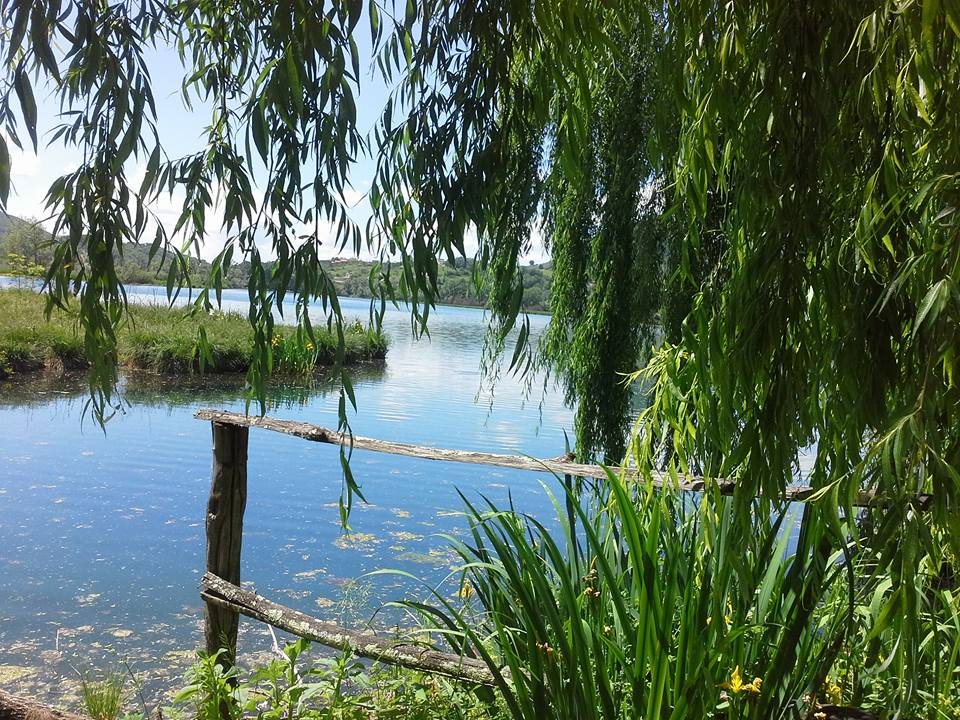
Lago di Posta Fibreno - Scorcio dalla riva

Nel lago vive la trota endemica Salmo fibreni o carpione del Fibreno, il quale pur essendo un endemismo puntiforme e costituito da una singola popolazione non è inserito in alcuna lista di specie protette, e l'intero ecosistema è estremamente suscettibile a eventuali immissioni volontarie o accidentali di specie ittiche e all'inquinamento.